# みつばちマーヤの大冒険
『みつばちマーヤの大冒険』（原題：Maya the Bee）は2014年に公開されたドイツのアニメーション映画である。監督はアレックス・シュターダーマンが務めた。日本では2016年9月3日に劇場公開された。2017年に続編「みつばちマーヤの大冒険2 ハニー・ゲーム」（原題：Maya the Bee: The Honey Games）が製作された。

## キャスト
※括弧内は日本語吹替
- マーヤ - ココ・ジャック・ギリーズ[3]（春名風花）[2]
- ウイリー - コディ・スミット＝マクフィー[4]（野沢雅子）[2]
- スティング - ジョエル・フランコ（柿原徹也）[2]
- フィリップ - リチャード・ロクスバーグ[4]（小林裕介）[2]
- バズリーナ - ジャッキー・ウィーヴァー[4]（西墻由香）[2]
- クロウリー - ノア・テイラー (落合福嗣)
- 女王 - ミリアム・マーゴリーズ (沢田敏子)
- カッサンドラ先生 - ジャスティン・クラーク (山田悠希)
- ハンク - アンディ・マクフィー (砂山哲英)
- アーニー - デヴィッド・コリンズ (スギちゃん)
- バーニー  - シェイン・ダンダス (ダンディ坂野)
- カート - グレン・フレイザー (辻田啓一)
- リーダー - 矢野正明/越後屋コースケ
- 子供 - NaNa/柊人
- 働き蜂 - 山下直也/原田大輔
- 教育係 - 三島梨江
- 護衛 - 佐藤一希
- 石塚翔啓/高野渉/鈴木皓大/檜山尚人/町田大征/肥川博紀/荒川翼/上畑和也/堀部達也/土崎光/中島太基/和久井璃来/柿田益邦/笠原彰人/藤本美鈴/百瀬未稀/陣川誉行/市川友里恵/一ノ瀬遥/松井久美/白石莉茉/大野由貫/津田若奈/青野満友/松岡恵穂/三浦早央里/小森文奈/いのうえ未ちる/しょう/桜沢ノエル